# Fujiwara Kei
Fujiwara Kei (japanisch 藤原 啓; * 28. Februar 1899 in Bizen, Präfektur Okayama; † 12. November 1983) war ein japanischer Töpfer und Keramikkünstler. Er wurde 1970 als Lebender Nationalschatz für das Wichtige immaterielle Kulturgut „Keramikherstellung“ deklariert. Seine beiden Söhne Fujiwara Yū und Fujiwara Kyōsuke sind ebenfalls Töpfer. Während der ältere Yū der Tradition der Bizen-Keramik folgend ebenfalls zum Lebenden Nationalschatz ernannt wurde, geht Kyōsuke mit der Fusion von Bizen- und Shino-Keramik neue Wege.

## Überblick
Kei Fujiwara wurde als dritter Sohn des Landwirts Fujiwara Isaburō geboren. Da er ein Talent für Haiku und Erzählungen besaß, wollte er zunächst Schriftsteller werden. Er bewarb sich daher 1915 beim Verlag Hakubunkan und ging 1919 nach Tokio, um in der Redaktion der Literaturzeitschrift Bungaku Sekai (文学世界) zu arbeiten. In dieser Zeit schrieb er Gedichte, die von dem ebenfalls aus Bizen stammenden Masamune Hakuchō und von Tokutomi Roka beeinflusst waren. Nebenbei besuchte er etwa ein Jahr lang als Gasthörer die Waseda-Universität und machte sich mit Shakespeare, russischer und deutscher Literatur vertraut. 1922 veröffentlichte er seine Gedichtsammlung Yūbe no nakashimi (夕の哀しみ), 1928 gemeinsam mit dem Dichter Shungetsu Ikuda einen Band mit Übersetzungen von Heine-Gedichten. 1930 verließ er den Verlag, um Schriftsteller zu werden, kehrte dann jedoch 1937 in seine Heimat zurück.

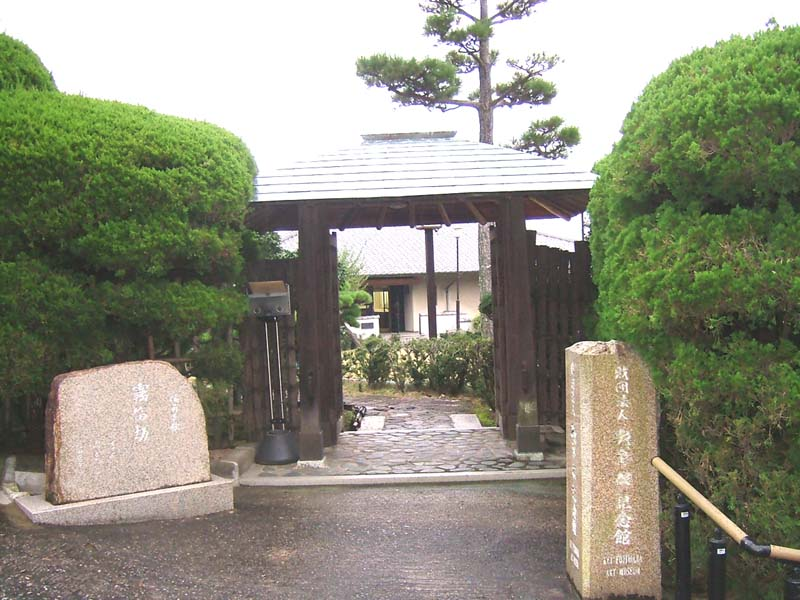
Eingang des Museums, das zum Andenken an Kei Fujiwara 1976 eröffnet wurde.

Im darauffolgenden Jahr begab Fujiwara sich auf Anraten des in der Nachbarschaft lebenden Atsuo Masamune, einem Gelehrten der Nationalen Schule und Bruder des Dichters Hakuchō Masamune, bei Baike Mimura in die Lehre, um mit bereits 39 Jahren die Töpferkunst zu erlernen. 1948 schloss er seine Ausbildung ab und wurde von dem Keramikkünstler Tōyō Kaneshige und dem vielseitig begabten Rosanjin Kitaōji weiter ausgebildet und angeleitet. Fujiwara befasste sich mit der alten Bizen-Keramik, die von Kaneshige zu dieser Zeit wiederbelebt worden war und konzentrierte sich auf die Momoyama-Zeit, wodurch er eine zeitgemäße Gestaltung der Keramik erreichte. Auf Vermittlung von Rosanjin hin stellte Fujiwara 1954 seine Keramiken in dem Kaufhaus Takashimaya im Stadtteil Nihonbashi in Tokio aus. 1962 wurde er mit dem Prager Kunstkeramikpreis ausgezeichnet.
Am 25. April 1970 wurde Kei Fujiwara für seine Bizen-Keramiken zum Lebenden Nationalschatz ernannt. 1972 erhielt er den Orden der Aufgehenden Sonne (Verdienstklasse Offizier). 1976 wurde er zum Ehrenbürger der Stadt Bizen ernannt; im gleichen Jahr eröffnete das Fujiwara-Kei-Museum (34° 43′ 59,4″ N, 134° 12′ 7,4″ O), in dem neben seinen Werken auch Stücke der alten Bizen-Keramik zu sehen sind.